# Sauce tianmianjiang
 (décembre 2015).
Si vous disposez d'ouvrages ou d'articles de référence ou si vous connaissez des sites web de qualité traitant du thème abordé ici, merci de compléter l'article en donnant les références utiles à sa vérifiabilité et en les liant à la section « Notes et références ».

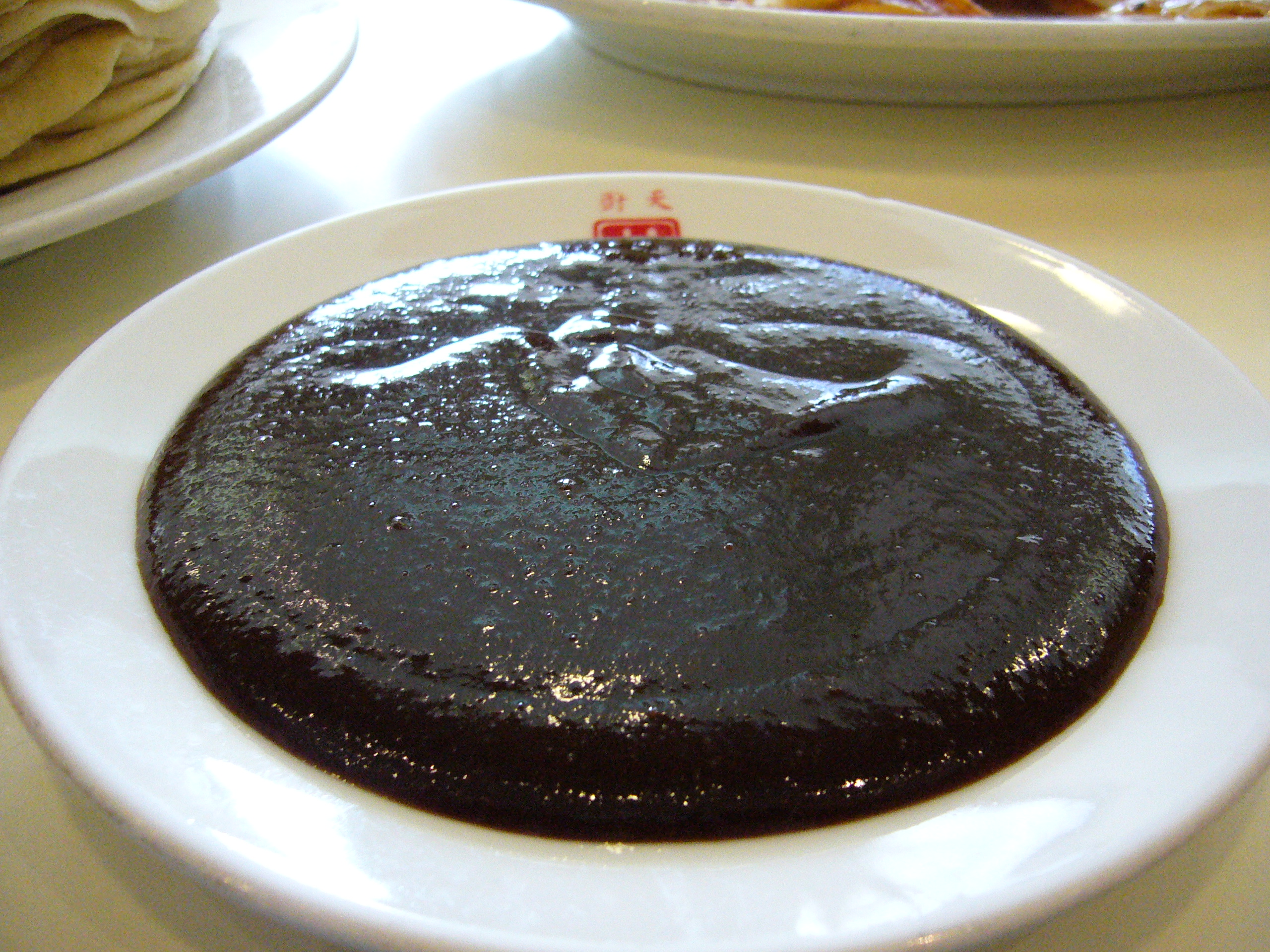
Assiette de sauce tianmianjiang.

Le tiánmiànjiàng (甜麵醬 "sauce pour nouilles douce") est une sauce chinoise épaisse de couleur marron foncé ou noire, faite à partir de farine de blé, de sucre, de sel et de soja jaune fermenté. Plus précisément, on utilise la lie de sauce soja, c'est-à-dire le reste de soja formé au cours de la fabrication de la sauce soja.

## Variantes

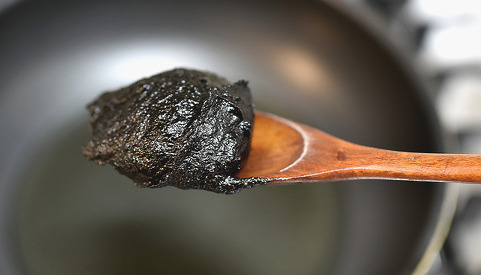
Chunjang coréen

Il existe beaucoup de types différents de sauce tianmianjiang. Elles varient en composition, en méthode de production, et chaque variante représente les goûts culinaires locaux d'une région en particulier. Et, même au sein d'une même région géographique, différents fabricants produiront des sauces différentes. Par exemple, dans le nord de la Chine, l'utilisation du sucre est beaucoup moins importante que dans le sud de la Chine[citation nécessaire], alors que l'utilisation de la farine de blé est une habitude beaucoup plus présente. Traditionnellement, dans le nord, une marque de sauce tianmianjiang est considérée meilleure lorsque la saveur sucrée provient non pas de l'ajout de sucre mais du résultat direct de la fermentation de l'amidon présent dans la farine.
La sauce tianmianjiang est commercialisée dans la plupart des supermarchés asiatiques sous différents noms, dont son nom anglais (sweet bean sauce) :
- son nom courant en chinois est : 甜麵醬 (tianmianjiang).
- la sauce équivalente coréenne est le chunjang (hangul : 춘장 ; hanja : 春醬 "sauce printanière"), qui est utilisé pour préparer le jajangmyeon (hangul : 자장면 ; hanja : 炸醬麵).

## Utilisation
Similaire à la sauce hoisin qui est plus connue, la sauce tianmianjiang est parfois utilisée dans certains plats, comme le canard laqué de Pékin, en remplacement de la pâte de soja jaune (黄酱 ; pinyin : huángjiàng) et dans le zhajiang mian(en) de la cuisine de Pékin. La sauce tianmianjiang est plus sucrée que la pâte de soja jaune, qui est plus salée.